# Ligne 124 (Infrabel)
Pour les articles homonymes, voir Ligne 124.
La ligne 124 de Bruxelles-Midi à Charleroi-Central, est l'une des principales radiales du réseau ferré belge. Elle a connu son heure de gloire au XXe siècle lorsque le bassin industriel de Charleroi écoulait une partie de sa production à l'exportation via le port d'Anvers.
Au début du XXIe siècle, l'État belge confie à la SNCB la mise en œuvre d'un RER autour de Bruxelles. Le tronçon nord de la ligne (entre Y Linkebeek, au sud de Bruxelles à la jonction avec la ligne 26, et Nivelles) doit ainsi être porté à 4 voies afin de découpler les trains rapides des trains RER à haute fréquence et qui feront de nombreux arrêts.
La vitesse maximale autorisée sur cette ligne est de 140 km/h. En 2010, cette vitesse ne peut être atteinte qu'entre Nivelles et Luttre. Ailleurs, la vitesse est toujours limitée à 120 km/h avec plusieurs points singuliers, notamment la courbe serrée qui relie les gares de Baulers et de Nivelles, qui est limitée à 60 km/h. Les travaux dans le cadre du RER auront notamment pour effet le relèvement de la vitesse entre Bruxelles et Nivelles.

## Histoire
Si la numérotation actuelle des lignes ferrées belges voit une infrastructure unique, il s'agit en fait de plusieurs sections mises en service en deux vagues :

### Ligne de Luttre à Charleroi
En 1835, les Chemins de fer de l'État belge inaugurent la ligne Bruxelles - Malines, premier tronçon d'un premier réseau en étoile conçu pour rayonner autour de Malines. Dans ce projet de chemin de fer, une nouvelle ligne doit desservir Charleroi et servir d'amorce à une ligne vers Namur. Sur une carte du Canal de Bruxelles à Charleroi, datant de 1839, figurent deux ébauches de tracé qui se rejoignent près de Luttre et continuent en longeant le canal jusque Charleroi :
- un itinéraire par Braine-le-Comte, Écaussinnes, Feluy - Arquennes, et Obaix - Buzet ;
- un autre par Lembeek, Ronquières, Nivelles et Obaix - Buzet.

Aucun de ces deux tracés ne sera finalement réalisé. Le tracé définitif se rapproche du premier tracé mais se situe plus au sud afin de desservir Écaussinnes-Carrières, Familleureux, Manage et Godarville. Entre Luttre et Charleroi, le tracé définitif est proche de celui du plan de 1839 ; la ligne de Charleroi à Namur est également modifiée.
En 1840-1841, l’État belge inaugure la ligne du midi, vers la France via Hal, Braine-le-Comte, Mons et Quiévrain.
Le 23 octobre 1843, la ligne de Braine-le-Comte, vers Namur via Manage et Charleroi-Sud est mise en service. Elle comporte la section Luttre - Charleroi de l'actuelle ligne 124. Pendant 30 ans ce trajet, peu direct, sera le seul entre Bruxelles et Charleroi.
En 1852, une compagnie à capitaux britanniques, la Société anonyme des chemins de fer belges de la Jonction de l'Est commence la construction de la ligne 141 Manage - Nivelles - Court-Saint-Étienne ( - Ottignies - Wavre) qui est inaugurée entre 1854 et 1855. Pendant près de 20 ans, ce sera la seule ligne à desservir Nivelles.
De nos jours, la ligne est à quatre voies de Luttre à Charleroi : voies ouest, ligne 124A prolongeant la ligne 117 venant de Braine-le-Comte par Manage, et voies est ligne 124.

### Ligne de Bruxelles à Luttre
Finalement, afin de relier Bruxelles à Charleroi par un itinéraire plus direct, les Chemins de fer de l’État belge construisent une nouvelle ligne entre Bruxelles et Luttre ainsi qu’une nouvelle gare à Nivelles. Cette ligne sera inaugurée, par étapes, entre le 20 septembre 1873 et le 1er juin 1874.
Comme dans le second projet du plan de 1839, cette ligne dessert Nivelles et passe par Obaix-Buzet.

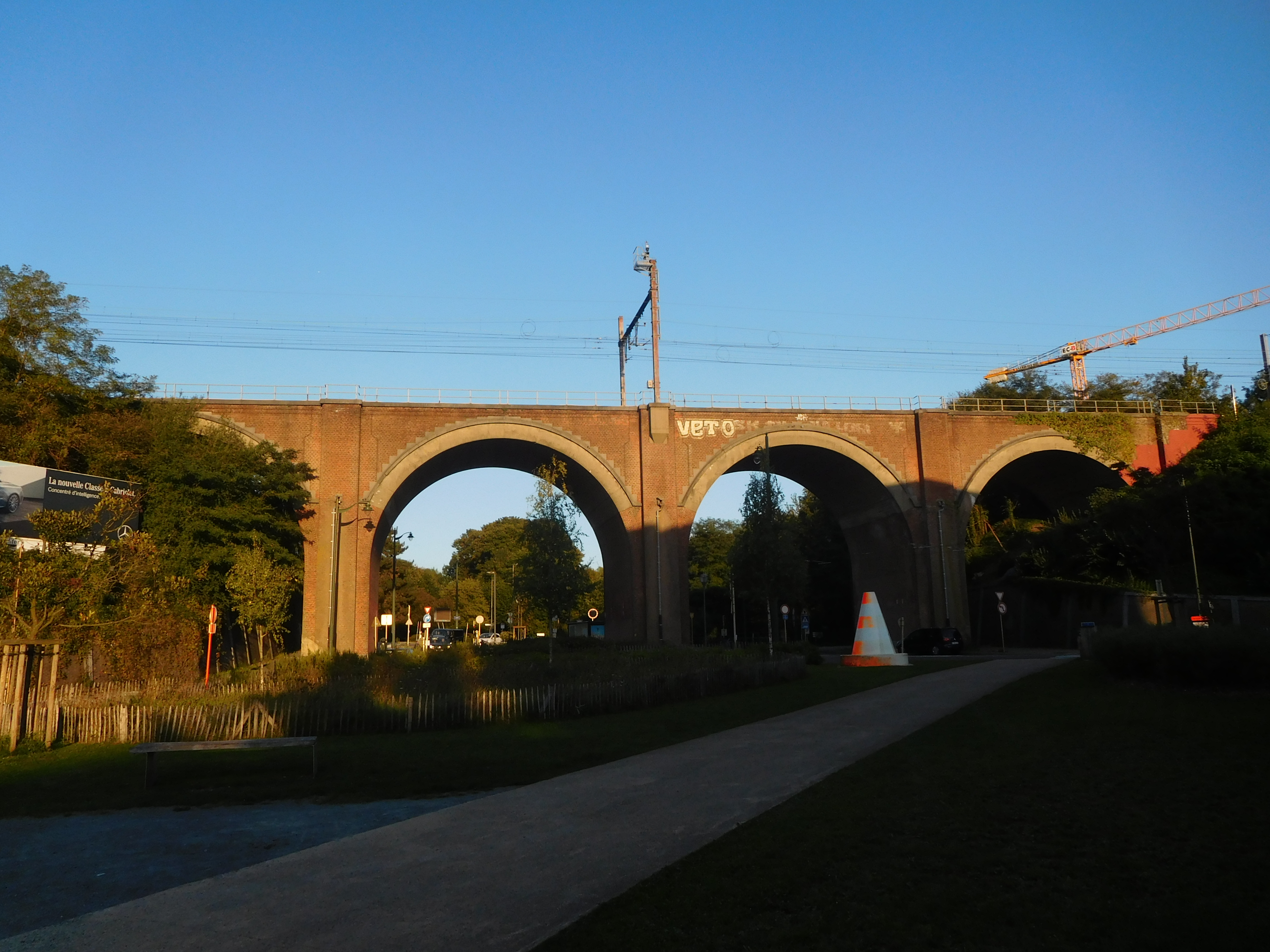
Viaduc ferroviaire à Uccle-Calevoet

Cet itinéraire plus direct nécessite d'importants travaux de terrassements et deux grands viaducs au sud de Bruxelles. En raison du relief tourmenté, la ligne comporte des rampes importantes dont une longue rampe de 14 ‰ entre Uccle et Rhode-Saint-Genèse.
Les trains de voyageurs et de marchandises directs utiliseront alors la nouvelle ligne entre Bruxelles et Luttre. L'ancienne ligne de Luttre à Braine-le-Comte reste très utile et accueillera notamment un important trafic de marchandises entre Charleroi et le bassin du Centre, le Hainaut et la Flandre.

### XXesiècle
Peu avant la Première Guerre mondiale, pour faire face à l’augmentation du trafic, les chemins de fer de l’État belge décident de mettre à quatre voies la ligne 124, entre Luttre et Charleroi et de supprimer la plupart des croisements à niveau. Les travaux, réalisés pendant l'entre-deux-guerres, ne seront achevés qu'avec l’électrification.
Entre les deux guerres mondiales, la SNCB développe un projet d'électrification qui débutera en 1935 par la ligne Anvers - Bruxelles. Après avoir expérimenté les automotrices électriques sur cette ligne, on envisage vers 1938 d'assurer l'important trafic de marchandise entre le port d'Anvers et le bassin de Charleroi avec ce mode de traction. Après un retard dû à la guerre, la ligne est électrifiée dans son intégralité le 19 novembre 1949, suivie rapidement par la ligne de ceinture Est de Bruxelles afin d'assurer la continuité du trafic fret.

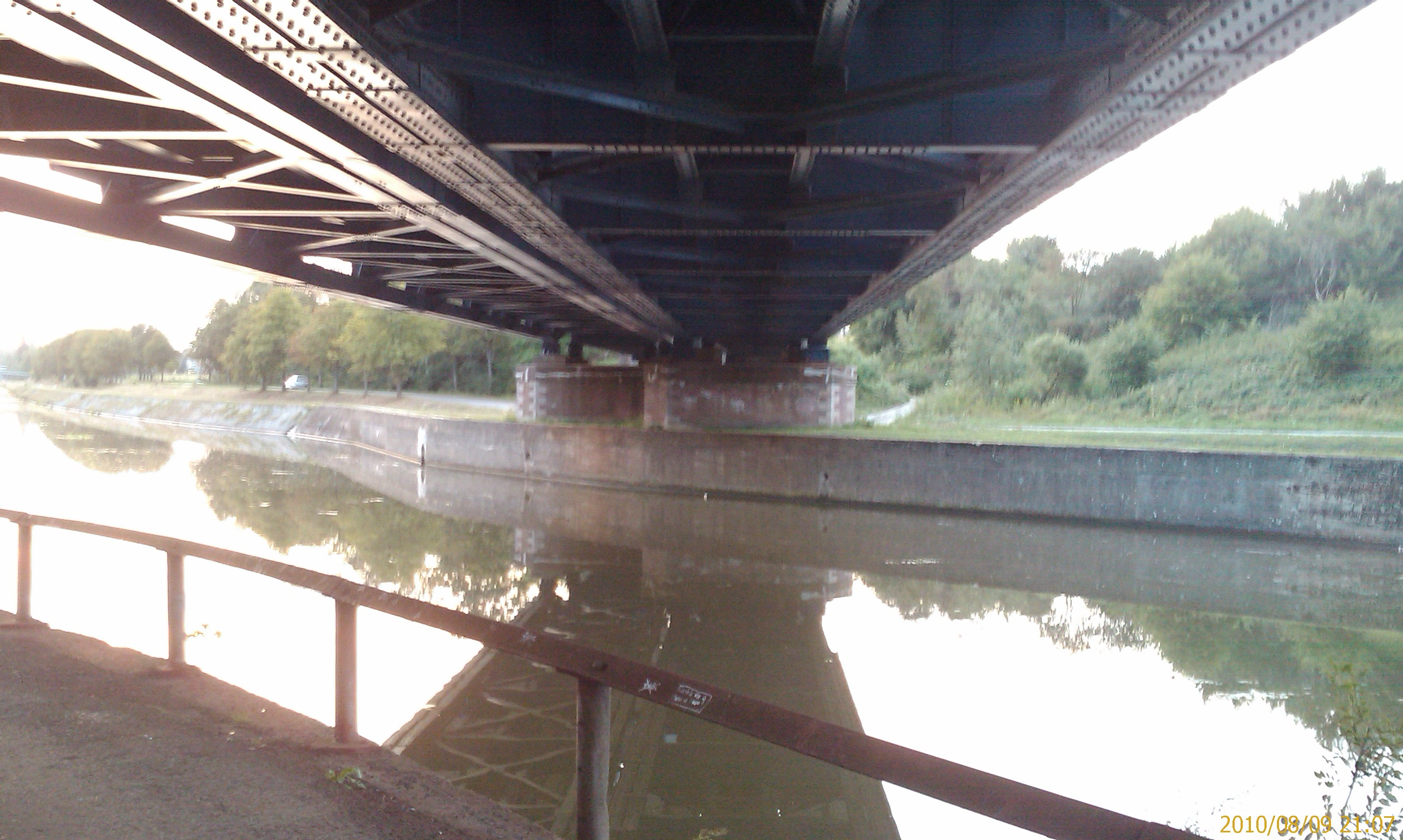
Sous le pont ferroviaire sur le canal Bruxelles-Charleroi, entre Luttre et Obaix-Buzet

Le 15 août 1974 à Luttre (Pont-à-Celles), le pont sur le canal Bruxelles-Charleroi à Luttre a été le théâtre d'un accident de train meurtrier.

### XXIesiècle
À partir de la fin des années 2000, les travaux débutent pour réaliser la mise à quatre voies de la ligne entre Bruxelles et Nivelles ; en 2020, le gros œuvre a été réalisé à plusieurs endroits mais les voies supplémentaires n'ont pas encore été posées.
Au 1er janvier 2023, la mise à quatre voies est réalisée entre les gares de Braine-l'Alleud et de Braine-Alliance ; les voies extérieures forment la ligne 124D.

## Exploitation
La desserte voyageurs se compose :

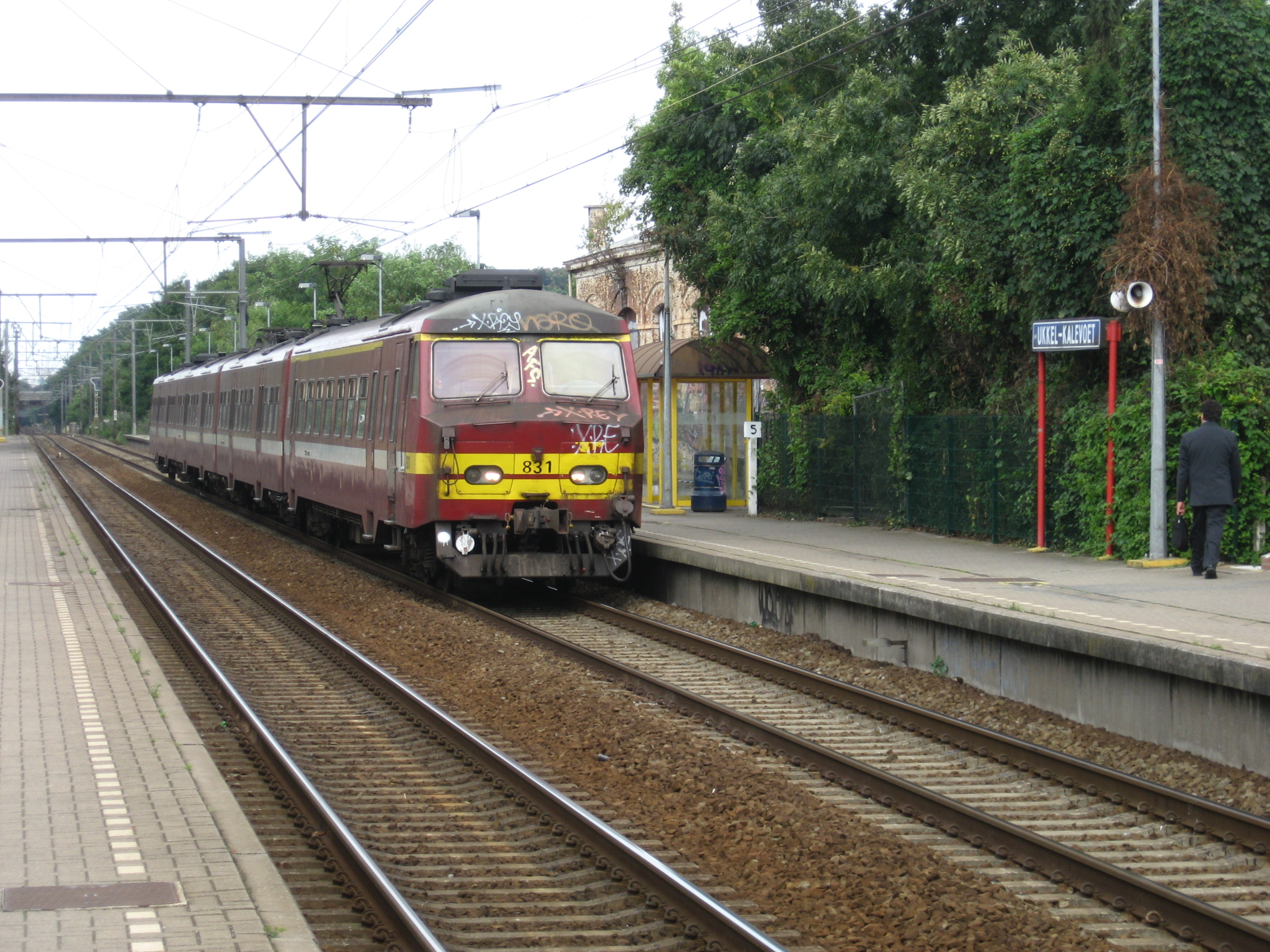
Une automotrice AM 75 à Uccle Calevoet.

- deux relations Intercity (IC-05 et IC-07) en semaine et une seule (IC-31) le week-end, offrant un service cadencé à la demi-heure en semaine (cadencé à l'heure le week-end) entre Anvers, Bruxelles et Charleroi avec arrêts à Braine-l'Alleud, Nivelles, Luttre et Marchienne-au-Pont ;
- de trains de la ligne S19 du RER Bruxellois reliant, en semaine, Brussels-Airport à Charleroi-Central et, les week-ends, Louvain à Nivelles via l'aéroport de Bruxelles (ces trains contournent Bruxelles par les lignes 26 et 161 afin de desservir l'est de Bruxelles (quartier européen) ;
- de trains de la ligne S1 du RER bruxellois entre Nivelles et Anvers-Central aux heures de pointe (deux par heure en semaine et le samedi, avec dessertes de certains petits arrêts une fois par heure en semaine ; un par heure le dimanche) ;
- de trains de la ligne S9 du RER Bruxellois, circulant, uniquement en semaine, entre Louvain et Nivelles via la ligne 26
- (uniquement le week-end) de trains de la ligne S62 du RER de Charleroi entre La Louvière et Charleroi-Central via Luttre ;
- de trains P qui effectuent en semaine divers parcours aux heures de pointe (essentiellement Luttre - Charleroi et Jemeppe-sur-Sambre / Châtelet - Bruxelles).

Le tronçon entre Marchienne-au-Pont et Charleroi-Central est parcouru par les trains de la dorsale wallonne qui poursuivent ensuite par la ligne 112 vers La Louvière ou par la ligne 130 vers Namur.
Le tronçon entre Luttre et Charleroi-Central est parcouru, surtout les week-ends par les trains S62 de la ligne 117, dont la destination finale est La Louvière.
La majorité du trafic marchandises est déviée entre Luttre et Bruxelles via Braine-le-Comte (ligne 117) plutôt que via Nivelles, la ligne étant assez saturée dans sa partie nord.

## Profil
- Entre Charleroi et Luttre, le profil de la ligne est relativement facile et la ligne longe le canal Bruxelles-Charleroi ;
- Le trajet entre Luttre et les environs de Nivelles est quasi rectiligne mais comporte une montée et une descente ;
- Trois courbes très serrées existent aux alentours de Nivelles, deux d'entre-elles sont dues à la jonction avec l'ancienne ligne 141 près de Baulers. En outre, de hauts remblais ont dû être construits ;
- Entre Nivelles et Rhode-Saint-Genèse, le profil de la ligne est en dents de scie ;
- L'importante différence de niveau entre Bruxelles-Midi et Rhode-Saint-Genèse est rattrapée par une longue rampe qui constitue la principale difficulté de la ligne avec notamment une rampe continue de 14 ‰ de plus de 5 km entre Uccle et Rhode. De nombreux terrassements ainsi que deux viaducs ont été construits sur cette portion.

En dehors des deux viaducs de part et d'autre de la gare de Calevoet (respectivement 3 et 4 arches), la ligne comporte peu d'ouvrages d'art. Le canal Bruxelles-Charleroi est franchi à Luttre sur le pont de Luttre et il existe un viaduc métallique sur la Sambre entre Charleroi et Marchienne.

## Travaux RER Bruxellois

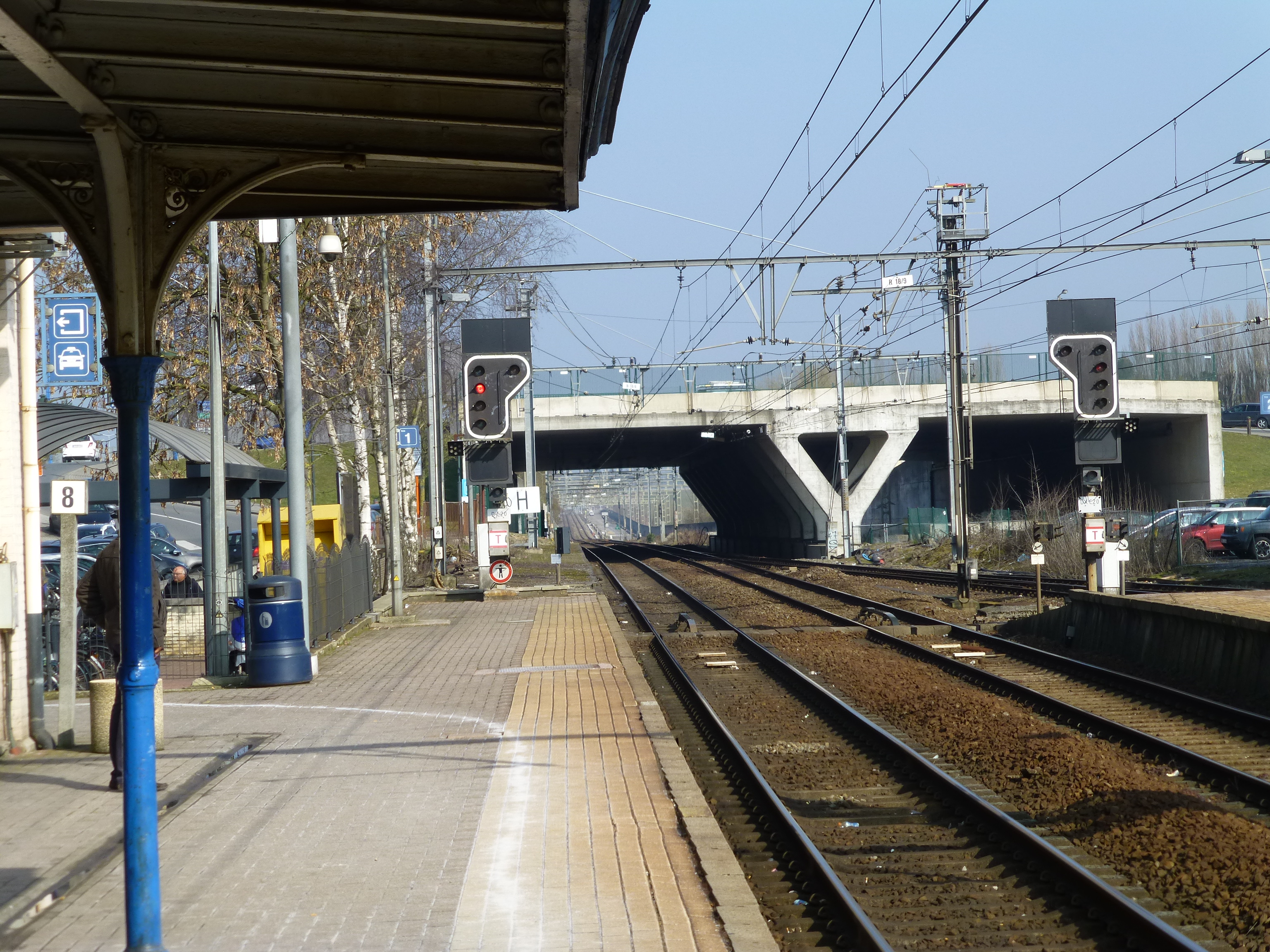
La mise à 4 voies a progressé à Braine-l'Alleud (2016), mais les travaux semblent en panne.

Dans le cadre du futur Réseau express régional bruxellois d'importants travaux (de 2010 à 2016) ont lieu pour la mise à quatre voies d'une partie de la ligne entre le viaduc de Calevoet et Nivelles, ces travaux ne seront pas terminés avant 2031.
Dans ce cadre, une nouvelle halte ferroviaire, dénommée Braine-Alliance, est en cours de construction (depuis 2010) entre les gares de Braine-l'Alleud et de Lillois.
La ligne, encore en grande partie équipée des supports de caténaires de 1949 doit également être ré-électrifiée ; le remplacement des anciens poteaux est en cours depuis 2009.